# Alfa glucano

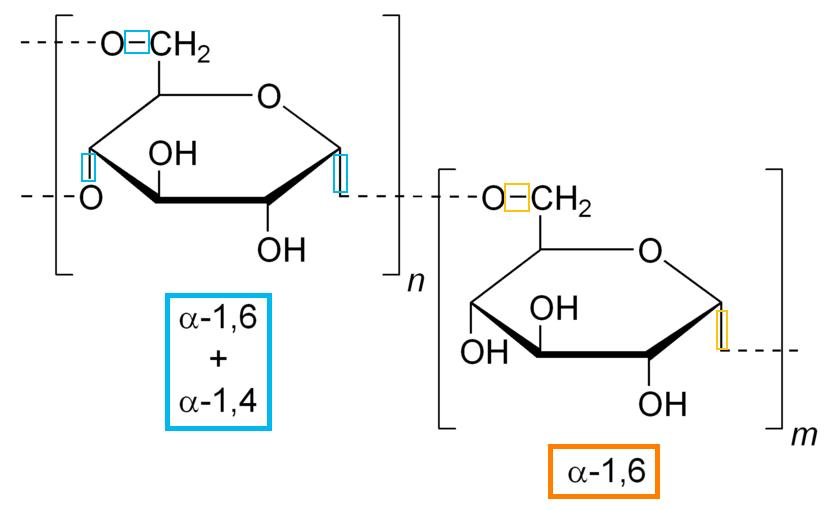
Diagrama que muestra la orientación y la localización de diferentes enlaces alfa glucano.

Los α-glucanos (alfa-glucanos) son polisacárido formados por monómeros de D-glucosa, unidas entre sí por medio de enlaces glucosídicos en configuración alfa.

## Ejemplos de alfa glucanos

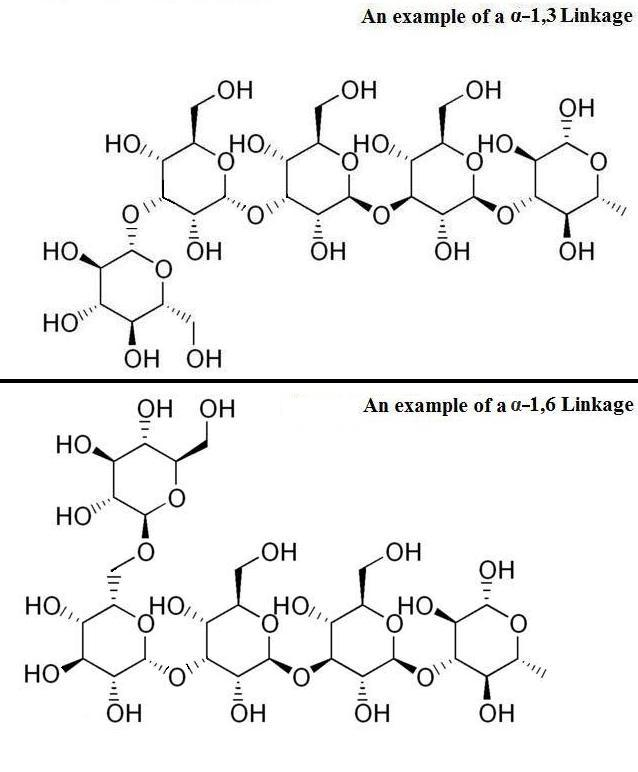
Ejemplos de alfa glucanos con diferentes enlaces glucosídicos.

- dextrano, α-1,6-glucano
- glucógeno, α-1,4- y α-1,6-glucano
- pululano, α-1,4- y α-1,6-glucano
- almidón, α-1,4- y α-1,6-glucano